# Carretera Nanclares de la Oca-San Pantaleón de Losa
La Carretera Nanclares de la Oca-San Pantaleón de Losa conecta las localidades de Nanclares de la Oca (Álava) y San Pantaleón de Losa (Burgos) por Pobes, Añana y el valle de Valdegovía recibe tres denominaciones distintas: en Álava  A-2622 ,  BU-555  en la Jurisdicción de San Zadornil y  BU-553  en el Valle de Losa. Antes de la transferencia de las carreteras comarcales y locales a las administraciones territoriales, esta carretera se denominó  L-622 .
Comprende dos tramos diferenciados que se unen entre sí por medio de un tramo de 4 km de la  A-2625  en Espejo. Cabe mencionar que está prevista la construcción de sendas variantes en Pobes, Salinas de Añana y el puerto de la Tejera que eviten el tráfico de paso por esas poblaciones, mejoren las condiciones de la vía y permitan suprimir el paso a nivel de Pobes. En Nanclares, la variante que enlaza directamente con la  A-1  en Los Llanos se inauguró a finales de 2002.

## Trazado
| Velocidad                             | Esquema                    | Carretera que enlaza                                                               |
| ------------------------------------- | -------------------------- | ---------------------------------------------------------------------------------- |
|                                       |                            | BU-550 Trespaderne - Arceniega                                                     |
|                                       | Puerto de la Horca (902 m) |                                                                                    |
|                                       |                            |                                                                                    |
|                                       |                            | Bóveda                                                                             |
|                                       |                            | A-4337 Quintanilla - Valluerca                                                     |
|                                       |                            | Tobillas                                                                           |
|                                       |                            | A-4336 Corro                                                                       |
|                                       |                            |                                                                                    |
|                                       |                            | A-4334 Pinedo - Basabe - Acebedo                                                   |
|                                       |                            | San Millán de San Zadornil BU-V-5531 San Zadornil - Villafría - Arroyo - Valderejo |
|                                       |                            | BU-V-5582 Valpuesta - Mioma                                                        |
|                                       |                            |                                                                                    |
|                                       |                            | Gurendes A-4332 Quejo                                                              |
|                                       |                            | Villanueva de Valdegovía A-4331 Nograro                                            |
|                                       |                            | Villanañe A-3320 Caranca - Astúlez                                                 |
|                                       |                            | A-2625 Berberana - Orduña - Bilbao                                                 |
| Tramo compartido con A-2625 en Espejo |                            |                                                                                    |
|                                       |                            | A-2625 Bergüenda - Puentelarrá - Santa Gadea del Cid                               |
|                                       |                            | A-4319 Tuesta - Atiega - Barrón                                                    |
|                                       |                            | Salinas de Añana                                                                   |
|                                       |                            | A-4357 Convento de San Juan de Acre                                                |
|                                       |                            | A-4318 Viloria - Arreo                                                             |
| Puerto de la Tejera (744 m)           |                            |                                                                                    |
|                                       |                            | Paúl                                                                               |
|                                       |                            | A-4317 Arbígano - Basquiñuelas                                                     |
|                                       |                            | A-4316 Castillo Sopeña - Caicedo Sopeña                                            |
|                                       |                            | Pobes                                                                              |
|                                       |                            | Línea 720 de ADIF                                                                  |
|                                       |                            | A-3310 Hereña - Manzanos - La Puebla de Arganzón                                   |
|                                       |                            | A-3314 Subijana-Morillas - Zuazo de Cuartango - Izarra                             |
|                                       |                            | AP-68 Bilbao - Miranda de Ebro - Logroño                                           |
|                                       |                            |                                                                                    |
|                                       |                            | Montevite                                                                          |
|                                       |                            | Ollávarre                                                                          |
|                                       |                            | A-3308 Nanclares de la Oca                                                         |
|                                       |                            | Polígono Los Llanos                                                                |
|                                       |                            | A-1 Miranda de Ebro - Burgos                                                       |
|                                       |                            | Centro penitenciario A-1 Vitoria                                                   |